# Semicytherura alifera
Semicytherura alifera is een mosselkreeftjessoort uit de familie van de Cytheruridae. De wetenschappelijke naam van de soort is voor het eerst geldig gepubliceerd in 1959 door Ruggieri.